# Edward Hearn
Pour les articles homonymes, voir Hearn.

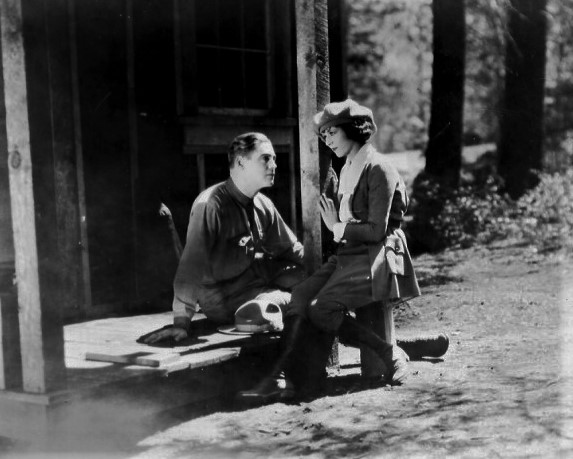
Dans A Question of Honor (1922),
avec Anita Stewart

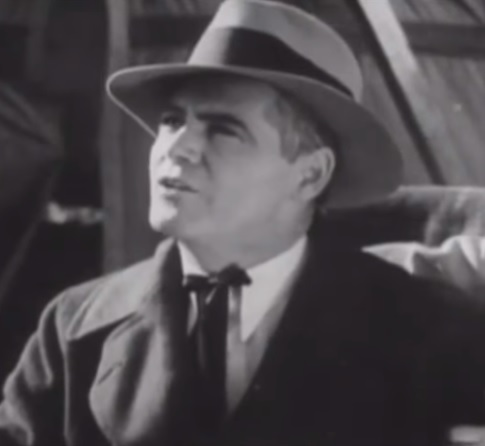
Dans L'Aigle de la mort (1932)

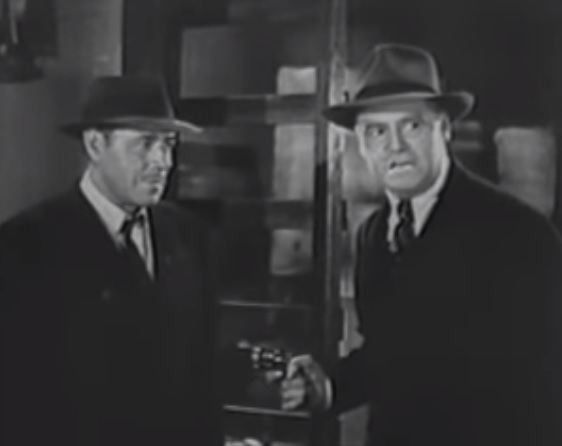
Dans Holt of the Secret Service (1941),
avec Jack Holt (à g.)

(Guy) Edward Hearn, né le 6 septembre 1888 à Dayton (État de Washington) et mort le 15 avril 1963 dans le comté de Los Angeles (Californie), est un acteur américain.

## Biographie
Au cinéma, Edward Hearn apparaît dans près de quatre-cents films américains, le premier étant un court métrage sorti en 1915 ; ses deux derniers sortent en 1955 (dont Les Survivants de l'infini de Joseph M. Newman, avec Jeff Morrow et Faith Domergue).
Durant la période du muet, il tient des premiers ou seconds rôles crédités notamment dans Alias Jane Jones de Cleo Madison (1916, avec la réalisatrice et William V. Mong), Down Home d'Irvin Willat (1920, avec Leatrice Joy), The Devil's Partner de Fred Becker (1926, avec Florence Lee et Philo McCullough) et Les Écumeurs du Sud de W. S. Van Dyke (1927, avec Tim McCoy et Joan Crawford).
Après le passage au parlant, il contribue entre autres à des serials (déjà au temps du muet), comme L'Aigle de la mort de Ford Beebe et B. Reeves Eason (1932, avec John Wayne et Kenneth Harlan) et Le Cavalier miracle d'Armand Schaefer et B. Reeves Eason (1935, avec Tom Mix et Charles Middleton). Le second cité est un western, genre auquel il participe à plusieurs reprises (ex. : The Devil's Partner et Les Écumeurs du Sud précités, ainsi que La Rivière écarlate (King of the Pecos) de Joseph Kane en 1936, où il retrouve John Wayne).
S'il tient le plus souvent des petits rôles non crédités pendant sa période du parlant, on peut néanmoins relever quelques films notables, tels L'Affaire Donovan de Frank Capra (1929, avec Jack Holt et Dorothy Revier), Eskimo de W. S. Van Dyke (1933, avec le réalisateur et Ray Mala) et L'Inconnu du Nord-Express d'Alfred Hitchcock (1951, avec Farley Granger et Robert Walker).
En fin de carrière, Edward Hearn se produit à la télévision américaine dans quatre séries (1952-1954), trois appartenant au domaine du western ; mentionnons The Lone Ranger (un épisode, 1953) et Les Aventuriers du Far West (un épisode, 1953).

## Filmographie partielle

### Cinéma
- 1916 : Alias Jane Jones de Cleo Madison : David
- 1916 : Her Bitter Cup de Joe King et Cleo Madison : Walter Burke
- 1917 : Her Soul's Inspiration (en) de Jack Conway : Silent Bob
- 1918 : The Mask de Thomas N. Heffron
- 1918 : En scène… pour la gloire (en) (Lawless Love) de Robert Thornby : Freddie Montgomery
- 1919 : Ceux que les dieux détruiront (Whom the Gods Would Destroy) de Frank Borzage
- 1920 : Daredevil Jack (en), serial de W. S. Van Dyke : Cyril Dennison
- 1920 : Down Home d'Irvin Willat : Chet Todd
- 1921 : The Avenging Arrow (en), serial de William Bowman et W. S. Van Dyke : Ralph Troy
- 1921 : The Heart of Doreon de Robert N. Bradbury : Blake
- 1922 : Maître-chanteur (en) (The Truthful Liar) de Thomas N. Heffron : David Haggard
- 1922 : A Question of Honor d'Edwin Carewe : Bill Shannon
- 1923 : La Lettre d'amour (en) (The Love Letter) de King Baggot : Bill Carter
- 1924 : Daughters of Today de Rollin S. Sturgeon : Peter Farnham
- 1924 : Winner Take All de W. S. Van Dyke
- 1924 : The Turmoil de Hobart Henley
- 1924 : When a Man's a Man de Edward F. Cline : Stanley Manning
- 1925 : Le Sans-Patrie (The Man Without a Country) de Rowland V. Lee : Lieutenant Philip Nolan
- 1925 : The Lawful Cheater de Frank O'Connor : Roy Burns
- 1926 : The Devil's Partner de Fred Becker : Glen Wilson
- 1926 : Le Mécano de la « General » (The General) de Buster Keaton et Clyde Bruckman : un officier de l'Union (+ assistant réalisateur)
- 1927 : Pals in Peril de Richard Thorpe : Blackie Burns
- 1927 : Banquier par amour (en) (A Hero on Horseback) de Del Andrews : Harvey Grey
- 1927 : Les Écumeurs du Sud (Winners of the Wilderness) de W. S. Van Dyke : Général George Washington
- 1928 : The Fightin' Redhead (en) de Louis King : Jim Dalton
- 1929 : The Bachelor Girl de Richard Thorpe : Campbell
- 1929 : L'Affaire Donovan (The Donovan Affair) de Frank Capra : Nelson
- 1930 : Le Suprême Enjeu (en) (Hide-Out) de Reginald Barker : Coach Latham
- 1930 : Reno de George Crone
- 1931 : Le Dirigeable (The Dirigible) de Frank Capra : un aide de l'amiral
- 1931 : The Vanishing Legion de Ford Beebe et B. Reeves Eason
- 1931 : Clearing the Range (en) d'Otto Brower : Jim Fremont
- 1931 : Le Désert rouge (The Painted Desert) d'Howard Higgin : Tex
- 1931 : Ladies' Man de Lothar Mendes
- 1931 : Le Beau Joueur (Smart Money) d'Alfred E. Green : un journaliste
- 1932 : Le Dernier des Mohicans (en) (The Last of the Mohicans), serial de Ford Beebe et B. Reeves Eason : Colonel Munro
- 1932 : L'Aigle de la mort (The Shadow of the Eagle), serial de Ford Beebe et B. Reeves Eason : Colonel Nathan Gregory
- 1933 : Fighting with Kit Carson, serial de Colbert Clark et Armand Schaefer : Morgan
- 1933 : Her First Mate de William Wyler
- 1933 : Je ne suis pas un ange (I'm No Angel) de Wesley Ruggles
- 1933 : La Profession d'Ann Carver (Ann Carver's Profession) d'Edward Buzzell
- 1933 : Eskimo de W. S. Van Dyke : le capitaine en second (+ assistant réalisateur)
- 1934 : L'Introuvable (The Thin Man) de W. S. Van Dyke : un détective
- 1934 : Flirting with Danger de Vin Moore
- 1934 : Les Amants fugitifs (Fugitive Lovers) de Richard Boleslawski : un détective
- 1935 : Le Cavalier miracle (The Miracle Rider), serial de B. Reeves Eason et Armand Schaefer : Emil Janss
- 1935 : Le Chant du Far West (Tumbling Tumbleweeds) de Joseph Kane : Barney Craven
- 1935 : Le Marquis de Saint-Évremont (A Tale of two Cities) de Jack Conway
- 1935 : Bulldog Courage (en) de Sam Newfield : Clayton
- 1935 : Streamline Express de Leonard Fields
- 1936 : La Rivière écarlate (King of the Pecos) de Joseph Kane : Eli Jackson
- 1936 : San Francisco de W. S. Van Dyke
- 1936 : L'Audacieuse (en) (Fifteen Maiden Lane) d'Allan Dwan : Détective Thomas
- 1937 : Springtime in the Rockies de Joseph Kane : Jed Thorpe
- 1937 : Une étoile est née (A Star Is Born) de William A. Wellman : un employé du sanatorium
- 1937 : Le Fantôme du cirque (The Shadow) de Charles C. Coleman : le médecin du cirque
- 1938 : Règlement de comptes (Fast Company) d'Edward Buzzell : un policier
- 1938 : Gangster d'occasion (Co Chase Yourself) d'Edward F. Cline : Jack
- 1938 : Vous ne l'emporterez pas avec vous (You Can't Take It With You) de Frank Capra : un employé du tribunal
- 1938 : Des hommes sont nés (Boys Town) de Norman Taurog
- 1939 : Nick joue et gagne (Another Thin Man) de W. S. Van Dyke : un détective
- 1940 : The Ghost Comes Home de Wilhelm Thiele
- 1940 : Monsieur Wilson perd la tête (I love you again) de W. S. Van Dyke
- 1940 : Chercheurs d'or (Go West) d'Edward Buzzell
- 1940 : La Piste de Santa Fe (The Santa Fe Trail) de Michael Curtiz : un abolitionniste à Armory
- 1941 : L'Homme de la rue (Meet John Doe) de Frank Capra : le secrétaire du maire Lovett
- 1941 : L'Ombre de l'Introuvable (Shadow of the Thin Man) de W. S. Van Dyke
- 1941 : Holt of the Secret Service, serial de James W. Horne : Agent Jim Layton
- 1941 : Les Voyages de Sullivan (Sullivan's Travels) de Preston Sturges
- 1942 : La Justice des hommes (The Talk of the Town) de George Stevens : un sergent
- 1943 : L'Ange perdu (Lost Angel) de Roy Rowland : un journaliste
- 1950 : Atom Man vs. Superman, serial de Spencer Gordon Bennet : Professeur Stone
- 1951 : L'Inconnu du Nord-Express (Strangers on a Train) d'Alfred Hitchcock : Lieutenant Campbell
- 1952 : Les Conquérants de Carson City (Carson City) d'André de Toth : le shérif
- 1952 : La Mission du commandant Lex (Springfield Rifle) d'André de Toth : Calhoun
- 1953 : La Dernière Minute (Count the Hours) de Don Siegel
- 1953 : La Taverne des révoltés (The Man Behind the Gun) de Felix E. Feist (rôle non crédité)
- 1955 : Les Survivants de l'infini (This Island Earth') de Joseph M. Newman : un journaliste

### Télévision
(séries-westerns)
- 1953 : The Lone Ranger, saison 3, épisode 45 Le Cavalier de minuit (The Midnight Rider) : Shérif McClure
- 1953 : Les Aventuriers du Far West (Death Valley Days), saison 2, épisode 4 Which Side of the Fence? de Stuart E. McGowan : Juge Turner